# Whoa, Nelly!
Whoa, Nelly! is het debuutalbum van de Canadese zangeres Nelly Furtado, uitgebracht in 2000 door Dreamworks Records. Het album bracht 4 singles voort, waarvan de eerste 3 een zeer groot succes hadden: I'm Like A Bird, Turn Off The Light, ...On The Radio (Remember The Days) en Hey, Man!.

## Singles van Whoa, Nelly!
| Single met eventuele hitnotering(en) in de Nederlandse Top 40 | Datum van verschijnen | Datum van binnenkomst | Hoogste positie | Aantal weken | Opmerkingen |
| ------------------------------------------------------------- | --------------------- | --------------------- | --------------- | ------------ | ----------- |
| I'm Like A Bird                                               |                       | 3-3-2001              | 4               | 15           |             |
| Turn Off The Light                                            |                       | 21-7-2001             | 7               | 14           |             |
| ...On The Radio (Remember The Days)                           |                       | 12-1-2002             | 7               | 9            |             |
| Hey, Man!                                                     |                       | 8-6-2002              | tip             |              |             |

## Tracks
1. "Hey, Man! (Nelly Furtado) – 4:10
2. "...On The Radio (Remember The Days) " (Furtado) – 3:54
3. "Baby Girl" (Gerald Eaton, Furtado, Brian West) – 3:46
4. "Legend" (Eaton, Furtado, West) – 3:34
5. "I'm Like A Bird" (Furtado) – 4:03
6. "Turn Off The Light" (Furtado) – 4:36
7. "Trynna Finda Way" (Eaton, Furtado, West) – 3:34
8. "Party" (Eaton, Furtado, West) – 4:02
9. "Well, Well" (Furtado) – 3:00
10. "My Love Grows Deeper, Pt. 1" (Eaton, Furtado, West) – 4:23
11. "I Will Make U Cry" (Furtado) – 3:59
12. "Scared of You" (Furtado) – 6:09

Internationale bonustrack
- 13. "Onde Estas" (Furtado)

## Wereldwijde verkopen en classificaties
| Land                            | Certificatie | Verkopen   |
| ------------------------------- | ------------ | ---------- |
| Canada CRIA                     | 4x Platina   | 400,000+   |
| Nieuw-Zeeland RIAZN             | 3x Platina   | 45,000+    |
| Verenigde Staten RIAA           | 2x Platina   | 2,000,000+ |
| Verenigd Koninkrijk BPI         | 2x Platina   | 600,000+   |
| Ierland IRMA                    | 2x Platina   | 20,000+    |
| Portugal N/A                    | 2x Platina   | 40,000+    |
| Australië ARIA                  | 2x Platina   | 140,000+   |
| IFPI Platina Europa Awards IFPI | Platina      | 1,000,000+ |
| Mexico AMPROFON                 | Platina      | 100,000+   |
| Zwitserland IFPI                | Platina      | 20,000+    |
| Duitsland IFPI                  | Goud         | 100,000+   |
| Zweden IFPI                     | Goud         | 30,000+    |
| Chili N/A                       | Goud         | 10,000+    |
| Denemarken IFPI                 | Goud         | 20,000+    |
| India IMI                       | Goud         | 10,000+    |
| Indonesië N/A                   | Goud         | 75,000+    |
| Italië FIMI                     | Goud         | 50,000+    |
| Nederland NVPI                  | Goud         | 35,000+    |
| Noorwegen IFPI                  | Goud         | 20,000+    |
| Singapore RIAS                  | Goud         | 10,000+    |
| Venezuela N/A                   | Goud         | N/A        |
| Frankrijk SNEP                  | Zilver       | 50,000+    |

In totaal ging het album "Whoa, Nelly!" meer dan 6 miljoen keer over de toonbank, iets wat haar tweede album Folklore tot nu toe nog niet wist te evenaren.